# فيليبي فيريرا
فيليبي فيريرا (بالبرتغالية: Filipe Miguel Neves Ferreira‏) (27 سبتمبر 1990 بلشبونة في البرتغال - ) هو لاعب كرة قدم برتغالي في مركز الوسط. شارك مع منتخب البرتغال تحت 21 سنة لكرة القدم. أما مع النوادي، فقد لعب مع أتليتيكو كلوب دي برتغال ونادي بيلينينسش.

## روابط خارجية
- فيليبي فيريرا على موقع قاعدة بيانات كرة القدم.إي يو (الإنجليزية)
- فيليبي فيريرا على موقع Soccerway.com (الإنجليزية)
- فيليبي فيريرا على موقع عالم كرة القدم.نت (الإنجليزية)
- فيليبي فيريرا على موقع AS.com (الإسبانية)